# Отділення 5
Отді́лення 5 (рос. Отделение 5) — селище у складі Червоногвардійського району Оренбурзької області, Росія.

## Населення
Населення — 99 осіб (2010; 217 у 2002).
Національний склад (станом на 2002 рік):
- росіяни — 42 %
- казахи — 40 %